# Svrkyně
Svrkyně település Csehországban, Nyugat-prágai járásban. Svrkyně Zákolany, Libochovičky, Okoř, Holubice, Lichoceves, Tursko és Velké Přílepy településekkel határos. Lakosainak száma 304 fő (2024. január 1.).

## Népesség
A település lakosságának változását az alábbi diagram mutatja:
| Lakosok száma | 367  | 437  | 440  | 275  | 250  | 231  | 298  | 300  | 303  | 304  |
|               | 1869 | 1890 | 1921 | 1950 | 1980 | 2001 | 2017 | 2019 | 2022 | 2024 |